# Petr Vakoč
Petr Vakoč (Praga, 11 de julio de 1992) es un ciclista checo. Debutó con el equipo Deceuninck-Quick Step, al que llegó luego de competir por el filial Etixx-iHNed en 2013. Se retiró en 2021.

## Biografía
En la temporada 2013 tuvo resultados destacados como: las clasificación generales en la Vuelta a la Comunidad de Madrid sub-23 y el Tour de Eslovaquia.
Debido a esto, fue fichado por el conjunto ProTeam belga Omega Pharma-QuickStep en la temporada 2014. En su primer año en la élite del ciclismo consiguió una victoria de etapa en el Tour de Polonia, lo que le permitió vestirse con el maillot de líder durante cuatro días y quedar décimo en la general final. Finalizando la temporada participó en sus primeros campeonatos mundiales que se celebraron en Ponferrada (España), participó en la contrarreloj individual y en la prueba de fondo en carretera, en ambas competencias terminó en el puesto 29º. En la temporada 2015 realizó su primera gran vuelta, exactamente en el Giro de Italia terminando en la posición 116.ª.

## Palmarés
2013
- Tour de Eslovaquia
- Vuelta a la Comunidad de Madrid sub-23, más 1 etapa
- 1 etapa del Tour de la República Checa
- Gran Premio Kralovehradeckeho kraje

2014
- 2º en el Campeonato de la República Checa Contrarreloj
- 2.º en el Campeonato de la República Checa en Ruta
- 1 etapa del Tour de Polonia

2015
- 3.º en los Juegos Europeos en Ruta
- 3.º en el Campeonato de la República Checa Contrarreloj
- Campeonato de República Checa en Ruta
- Tour de la República Checa
- 1 etapa de la Vuelta a Gran Bretaña

2016
- Classic Sud Ardèche
- La Drôme Classic
- Flecha Brabanzona
- 3.º en el Campeonato de la República Checa Contrarreloj

2017
- 2.º en el Campeonato de la República Checa Contrarreloj
- 3.º en el Campeonato de República Checa en Ruta

2019
- 3.º en el Campeonato de la República Checa Contrarreloj
- 3.º en el Campeonato de República Checa en Ruta

2020
- 3.º en el Campeonato de República Checa en Ruta

## Resultados en Grandes Vueltas y Campeonatos del Mundo
| Carrera              | Carrera              | 2011 | 2012 | 2013 | 2014 | 2015  | 2016  | 2017 | 2018 | 2019 | 2020 | 2021  |
| -------------------- | -------------------- | ---- | ---- | ---- | ---- | ----- | ----- | ---- | ---- | ---- | ---- | ----- |
|                      | Giro de Italia       | —    | —    | —    | —    | 116.º | —     | —    | —    | —    | —    | —     |
|                      | Tour de Francia      | —    | —    | —    | —    | —     | 118.º | —    | —    | —    | —    | 118.º |
|                      | Vuelta a España      | —    | —    | —    | —    | —     | —     | —    | —    | —    | —    | —     |
| Mundial en Ruta      | Mundial en Ruta      | —    | —    | —    | 29.º | Ab.   | —     | Ab.  | —    | 46.º | —    | 32.º  |
| Mundial Contrarreloj | Mundial Contrarreloj | —    | —    | —    | 29.º | 53.º  | —     | —    | —    | —    | —    | —     |

—: no participa

Ab.: abandono

## Equipos
- ASC Dukla Praha (2011)
- Etixx-iHNed (2013)
- Quick Step (2014-2019) 
  - Omega Pharma-Quick Step (2014)
  - Etixx-Quick Step (2015-2016)
  - Quick-Step Floors (2017-2018)
  - Deceuninck-Quick Step (2019)
- Alpecin-Fenix[3] (2020-2021)